# Marion Leonard
Pour les articles homonymes, voir Leonard.
Marion Leonard est une actrice américaine de théâtre et de cinéma muet née le 9 juin 1881 à Cincinnati (Ohio), États-Unis, et morte le 9 janvier 1956 à Los Angeles.

## Biographie
Marion Leonard commence par travailler au théâtre, jusqu'en 1908 où, à l'âge de 27 ans, elle signe un contrat avec l'American Mutoscope and Biograph Company. Elle fait ses débuts à l'écran dans un court métrage de Wallace McCutcheon Jr., sur un scénario de D. W. Griffith.
Dans ces films faits chez Biograph, on retrouve également une jeune actrice appelée Mary Pickford.
En 1915, après être apparue dans plus de cent-cinquante films, Marion Leonard se retire du cinéma mais revient onze ans après, en 1926 (elle a alors 45 ans) pour faire ses adieux définitifs dans une comédie de Mack Sennett.
Marion Leonard est morte le 9 janvier 1956 au Motion Picture & Television Country House and Hospital à Woodland Hills, en Californie à l'âge de 74 ans.

## Filmographie partielle
Films réalisés par D. W. Griffith
- 1908 : The Tavern Keeper's Daughter
- 1908 : The Bandit's Waterloo
- 1908 : The Greaser's Gauntlet
- 1908 : The Fatal Hour
- 1908 : Where the Breakers Roar
- 1908 : Father Gets in the Game
- 1908 : The Feud and the Turkey
- 1908 : Le Gage de l'amitié (The Test of Friendship)
- 1908 : An Awful Moment
- 1908 : The Christmas Burglars
- 1908 : The Helping Hand
- 1909 : One Touch of Nature
- 1909 : The Maniac Cook
- 1909 : Love Finds a Way
- 1909 : The Sacrifice
- 1909 : A Rural Elopement
- 1909 : The Criminal Hypnotist
- 1909 : L'Extravagante Mme Francis (The Fascinating Mrs. Francis)
- 1909 : The Welcome Burglar
- 1909 : The Cord of Life
- 1909 : The Girls and Daddy
- 1909 : A Wreath in Time
- 1909 : Tragic Love
- 1909 : In Little Italy
- 1909 : The Joneses Have Amateur Theatricals
- 1909 : The Hindoo Dagger
- 1909 : Amour et Politique (The Politician's Love Story)
- 1909 : La Pièce d'or (The Golden Louis)
- 1909 : At the Altar
- 1909 : L'Espion (The Prussian Spy)
- 1909 : A Fool's Revenge
- 1909 : The Roue's Heart
- 1909 : The Salvation Army Lass
- 1909 : The Lure of the Gown
- 1909 : L'Âme du violon (The Voice of the Violin)
- 1909 : And a Little Child Shall Lead Them
- 1909 : A Burglar's Mistake
- 1909 : Resurrection

Films réalisés par Stanner E. V. Taylor (sauf mention contraire)
- 1912 : Lost a Husband
- 1913 : The Dead Secret
- 1913 :  As in a Looking Glass
- 1913 : A Tender-Hearted Crook, d'Anthony O'Sullivan
- 1914 : The Awakening of Donna Isolla
- 1914 : The Light Unseen
- 1915 : The Vow
- 1915 : The Dragon's Claw
- 1926 : Her Actor Friend, d'Edward F. Cline